# Xipell (dibuixant)
Joan Montañés Chipell conegut artísticament com a Xipell (Castelló de la Plana, País Valencià, 1965) és un dibuixant i il·lustrador valencià. Especialitzat en l'humor gràfic, destaca com a autor de la tira còmica de l'edició castellonenca del diari Levante-EMV. A més a més, ha publicat diversos llibres il·lustrats:
- Draps de clau (Agrupació Borrianenca de Cultura, 1994)
- Costa de Aznar (Ajuntament de Castelló, 1997)
- Elemental estimada Norma (Brosquil, 2002)
- Vet aquí la norma (Pagès Editors, 2004)
- Gaudeamus Ujitur (UJI, 2006)
- Viatge al país de Tombatossals (Onada, 2012)